# گولنیتس
گولنیتس (به آلمانی: Göllnitz) یک شهر در آلمان است که در اتنبرگر لند واقع شده‌است. گولنیتس ۳۷۰ نفر جمعیت دارد.